# Le Palais des mille et une nuits
Le Palais des mille et une nuits er en fransk stumfilm fra 1905 af Georges Méliès.